# Shimba Tsuchiya
Shimba Tsuchiya (土屋 神葉 Tsuchiya Shinba?,  Tokio, Japón, 4 de abril de 1996) es un actor y seiyū japonés, afiliado a Himawari Theatre Group. Tsuchiya debutó como actor en 2005 y como seiyū en 2016. Algunos de sus roles más destacados en series de anime incluyen el de Tsutomu Goshiki en Haikyū!! y Tatara Fujita en Ballroom e Yōkoso, mientras que como actor el de Toshio Saeki en la película The Grudge 3.

## Biografía
Tsuchiya nació el 4 de abril de 1996 en la ciudad de Tokio, Japón. Tiene dos hermanas mayores, Honoka, quien es modelo, y Tao, quien también es actriz. Debutó como actor infantil a la edad de nueve años, apareciendo en un comercial de la compañía de té Ito En. En 2009 interpretó a Toshio Saeki en la película de terror The Grudge 3. En 2013 Tsuchiya calificó en el top 100 del Junon Superboy Contest de la revista Junon, pero no ganó. En abril de 2015, ingresó a la universidad y se unió a la agencia Himawari Theatre Group en mayo de ese mismo año.
En 2016, Tsuchiya debutó como seiyū dando voz al personaje de Tsutomu Goshiki en la serie de anime, Haikyū!! Protagonizó su primer anime, Ballroom e Yōkoso, en 2017. En 2021, junto a sus colegas Masahiro Itō y Chiaki Kobayashi, Tsuchiya fue condecorado con el premio a "Mejor actor nuevo" en la décima quinta ceremonia de los Seiyū Awards.

## Filmografía

### Anime
2016
- Haikyū!! como Tsutomu Goshiki[4]

2017
- Ryū no Haisha
- Ballroom e Yōkoso como Tatara Fujita[5]

2018
- Beatless como Estudiante C, Soldado A
- Sanrio Boys como Varios
- Working Buddies! como Belugamine-senpai[8]

2021
- Bakuten!! como Shoutarou Futaba
- Shiroi Suna no Aquatope como Kai Nakamura

2025
- Mobile Suit Gundam GQuuuuuuX como Shuji Ito
- Let's Play - Marshall Law

### Videojuegos
- Ensemble Stars! (2017) como Tatara Fujita[9]
- Idol Fantasy (2018) como Daiga Hashizume

### Películas animadas
- K: Seven Stories (2018) como Takeru Kusuhara[10]
- Hibike! Euphonium: Chikai no Finale (2019) como Motomu Tsukinaga[11]
- Burn the Witch (2020) como Balgo Parks

### Doblaje
- Supah Ninjas (2012) como Flint
- Hawaii Five-0 (2018) como Lease
- Pacific Rim: Uprising (2018) como Tahima
- Bumblebee (2019) como Tripp Summers

### Películas
- Gunjō (2009)
- Pedal no Yukue (2009)
- The Grudge 3  (2009) como Toshio Saeki